# Kanton Narbonne-Ouest
Kanton Narbonne-Ouest (fr. Canton de Narbonne-Ouest) je francouzský kanton v departementu Aude v regionu Languedoc-Roussillon. Skládá se z devíti obcí.

## Obce kantonu
- Bizanet
- Canet
- Marcorignan
- Montredon-des-Corbières
- Moussan
- Narbonne (západní část)
- Névian
- Raissac-d'Aude
- Villedaigne